# GAD-7
Der GAD-7 (Generalized Anxiety Disorder 7) ist ein Modul des Gesundheitsfragebogen für Patienten (PHQ-D), das konzipiert wurde, um mögliche Patienten mit einer generalisierten Angststörung zu identifizieren sowie die Symptomschwere der generellen Ängstlichkeit zu erfassen.
Es handelt sich um eine Überarbeitung des Moduls für „andere Angststörungen“ aus der ersten Version des Patient Health Questionnaire (PHQ). In der Validierung des Instrumentes zeigte es sich, dass der GAD-7 eine hohe Treffsicherheit nicht nur für die generalisierte Angststörung, sondern auch für andere Angststörungen wie die soziale Phobie, die Posttraumatische Belastungsstörung und die Panikstörung hat.
Die Items des GAD-7 beschreiben die wichtigsten diagnostischen Kriterien für die Generalisierte Angststörung nach DSM-IV, nämlich das
- Kriterium A (Angst und Sorge in Bezug auf eine Reihe von Ereignissen oder Tätigkeiten),
- Kriterium B (Schwierigkeiten, die Sorgen zu kontrollieren) und
- Kriterium C (Angst und Sorgen werden von mindestens drei zusätzlichen Symptomen begleitet wie Ruhelosigkeit, leichte Ermüdbarkeit, Konzentrationsschwierigkeiten, Reizbarkeit, Muskelverspannungen und Schlafprobleme). Der GAD-7 wird von der DSM-5-Arbeitsgruppe der American Psychiatric Association derzeit als ein mögliches Instrument zur Messung des Schweregrades der Generalisierten Angststörung nach den neuen DSM-5-Kriterien empfohlen.[3]

Im GAD-7 wird erfragt, wie oft innerhalb der letzten zwei Wochen unter den sieben Kernsymptomen der Generalisierten Angststörung gelitten wurde. Antwortmöglichkeiten sind „überhaupt nicht“, „an einigen Tagen“, „an mehr als der Hälfte der Tage“ und „fast jeden Tag“, denen entsprechend die Zahlenwerte 0 bis 3 zugeordnet sind.

## Auswertung des GAD-7
Das Instrument umfasst sieben Fragen mit jeweils vier Antwortmöglichkeiten. Den Antwortmöglichkeiten werden folgende Werte zugewiesen:
- 0 („Überhaupt nicht“),
- 1 („An einzelnen Tagen“),
- 2 („An mehr als die Hälfte der Tage“) und
- 3 („Beinahe jeden Tag“).

Der Skalensummenwert entspricht somit der Summe der Punktwerte und liegt zwischen 0 und 21. Folgende Tabelle beschreibt die Interpretation der möglichen Skalensummenwerte:
| Berechneter Skalensummenwert | Angstsymptomatik                          |
| ---------------------------- | ----------------------------------------- |
| 0–4                          | Minimale Angstsymptomatik                 |
| 5–9                          | Mild ausgeprägte Angstsymptomatik         |
| 10–14                        | Mittelgradig ausgeprägte Angstsymptomatik |
| 15–21                        | Schwer ausgeprägte Angstsymptomatik       |

## Testdiagnostische Gütekriterien des GAD-7

### Kriteriumsvalidität
Spitzer et al. gaben für die Sensitivität einen Wert von 89 % an, für die Spezifität von 82 % bei einem Cut-Off-Wert von 10.
Reliabilität:

Die interne Konsistenz ist sehr hoch und beträgt nach Cronbachs {\displaystyle \alpha \,} = .89 sowie beträgt die Test-Retest-Reliabilität: ICC = .83
Weiter wurden in einer Studie von Löwe et al. die Validität des GAD-7 an einer repräsentativen deutschen Bevölkerungsstichprobe untersucht. Nach dieser Studie beträgt die interne Konsistenz  {\displaystyle \alpha \,} = .89.

### Vergleichswerte des GAD-7 an einer repräsentativen Bevölkerungsstichprobe
In einer Studie von Löwe et al. wurden Normwerte des GAD-7 an einer repräsentativen Bevölkerungsstichprobe untersucht. Der durchschnittliche GAD-7-Summenwert lag bei M=2.95 (SD=3.41).
In einer weiteren Studie wurden Mittelwerte für Patienten mit unterschiedlichen Angststörungen (gemäß SKID) berichtet: Patienten mit einer generalisierten Angststörung hatten einen Summenwert von M=14.0, Patienten mit einer Panikstörung hatten einen Wert von M= 12.5, Patienten mit einer sozialen Angststörung hatten einen Mittelwert von M=13.0 und Patienten mit einer Posttraumatischen Belastungsstörung hatten einen Mittelwert von M=12.0. Standardabweichungen wurden nicht berichtet.

## Hinweise zur Nutzungsberechtigung
Der PHQ-D und seine Subskalen sind frei und kostenlos erhältlich und können ohne Gebühren für nicht-kommerzielle Zwecke angewendet werden. Bei der Verwendung des PHQ-D bzw. einer Kurzform muss die deutsche Fassung des Instrumentes bei der Publikation der generierten Daten korrekt zitiert sein.